# Gliese 542
Gliese 542 è una stella nella costellazione del Centauro di magnitudine apparente +6,66, quindi non è una stella visibile ad occhio nudo. 
La stella è una nana arancione di tipo spettrale K3V, talvolta classificata di tipo K3IV, quindi come subgigante, comunque più piccola e fredda del Sole. Dista 38,5 anni luce dal Sistema solare.